# Стакато
Стакато (од итал. staccarsi, одвојено) је назив за врсту музичке артикулације при чему се право трајање тона скраћује. У нотацији се стакато назначава округлом тачком изнад главе ноте, наспрам њеног врата.

## Аудио примери
- Мелодија без стакато артикулације:
- Мелодија са стакато артикулацијом: